# Marcus Fabius Mettianus
Marcus Fabius Mettianus (vollständige Namensform Marcus Fabius Marci filius Papiria Mettianus) war ein im 2. Jahrhundert n. Chr. lebender Angehöriger des römischen Ritterstandes (Eques). Durch eine Inschrift, die bei Segermes, dem heutigen Henchir Harat, gefunden wurde, sind einzelne Stationen seiner Laufbahn bekannt, die in der Inschrift in aufsteigender Reihenfolge wiedergegeben ist.

## Inschrift
IOVI DEPVLSORI

M(arcus) FABIVS M(arci) F(ilius) PAPIR(ia) METTIANVS FL(amen) P(erpetuus) PRAEF(ectus) COH(ortis) III BRACAR(augustanorum)

TRIB(unus) LEG(ionis) XXX VL(piae) V(ictricis) PRAEF(ectus) EQ(uitum) ALAE FLAVIAE II H(ispanorum) C(ivium) R(omanorum) VOTO DEDIC(avit)

CVM LARTIDIA VXORE ET OPTATA FILIA
Übersetzung von Marcus Reuter: „Dem Jupiter Depulsor (geweiht)! Marcus Fabius Mettianus, Sohn des Marcus, aus der Tribus Papiria, ständiger Kaiserpriester, Präfekt der 3. Bracaraugustaner-Kohorte, Tribun der 30. Legion Ulpia Victrix, Reiterpräfekt der 2. Ala Flavia Hispanorum römischer Bürger hat (diesen Altar) aufgrund eines Gelübdes geweiht, zusammen mit der Gattin Lartidia und der Tochter Optata.“

## Leben
Die militärische Laufbahn von Mettianus bestand aus den für einen Angehörigen des Ritterstandes üblichen Tres militiae. Zunächst übernahm er als Präfekt die Leitung einer Cohors III Bracaraugustanorum. Im Anschluss wurde er Tribun in der Legio XXX Ulpia Victrix, die ihr Hauptlager in Vetera in der Provinz Germania inferior hatte. Danach übernahm er als Praefectus equitum die Leitung der Ala II Flavia Hispanorum, die in der Provinz Hispania Tarraconensis stationiert war.
Mettianus war in der Tribus Papiria eingeschrieben. Nach Beendigung seiner militärischen Laufbahn kehrte er in seine Heimatstadt, das Municipium Aurelium Augustum Segermes, zurück, wo er zusammen mit seiner Ehefrau Lartidia und seiner Tochter Optata dem Jupiter Depulsor einen Altar weihte. Er war in seiner Heimatstadt flamen perpetuus.